# Barbara Schulz
Barbara Schulz (Bordeaux, 15 marzo 1972) è un'attrice francese.

## Filmografia

### Cinema
- Coup de jeune, regia di Xavier Gélin (1993)

- Grande petite, regia di Sophie Fillières (1994)
- L'histoire du garçon qui voulait qu'on l'embrasse, regia di Philippe Harel (1994)
- L'Irrésolu, regia di Jean-Pierre Ronssin (1994)
- Vita Sexualis, regia di Vincent Garenq - cortometraggio (1994)
- La Manche, regia di Sébastien de Fonseca - cortometraggio (1995)
- French Kiss, regia di Lawrence Kasdan (1995)
- Clueur, regia di Nicolas Bazz - cortometraggio (1997)
- Hygiène de l'assassin, regia di François Ruggieri (1999)
- La Dilettante, regia di Pascal Thomas (1999)
- Rembrandt, regia di Charles Matton (1999)
- O Dia da Caça, regia di Alberto Graça (2000)
- Un aller simple, regia di Laurent Heynemann (2001)
- Ces jours heureux, regia di Olivier Nakache e Éric Toledano - cortometraggio (2002)
- Tutte le ragazze sono pazze (Toutes les filles sont folles), regia di Pascale Pouzadoux (2002)
- 20, avenue Parmentier, regia di Christophe Jeauffroy (2002)
- Toutes les filles sont folles, regia di Pascale Pouzadoux (2003)
- Rien que du bonheur, regia di Denis Parent (2003)
- Livraison à domicile, regia di Bruno Delahaye (2003)
- Cortex, regia di Raoul Girard (2004)
- Je m'indiffère, regia di Alain Rudaz e Sébastien Spitz - cortometraggio (2004)
- Nudisti per caso (Les Textiles), regia di Franck Landron (2004)
- San Antonio, regia di Frédéric Auburtin (2004)
- Jean-Philippe, regia di Laurent Tuel (2006)
- La Maison, regia di Manuel Poirier (2007)
- Un uomo e il suo cane (Un homme et son chien), regia di Francis Huster (2008)
- Sarà perché ti amo (De l'autre côté du lit), regia di Pascale Pouzadoux (2008)
- Erreur de la banque en votre faveur, regia di Gérard Bitton e Michel Munz (2009)
- Celle que j'aime, regia di Élie Chouraqui (2009)
- 7 giorni per cambiare (The Longest Week), regia di Peter Glanz (2014)
- Baby Phone, regia di Olivier Casas (2017)
- L'Ariel, regia di Hala Matar e Julien Decoin - cortometraggio (2018)
- À cause des filles..?, regia di Pascal Thomas (2019)
- Moonchild, regia di Julia Artamonov - cortometraggio (2019)

### Televisione
- Il giovane Casanova, regia di Giacomo Battiato – film TV (2002)
- I delitti del lago (Le Mystère du lac) – miniserie TV, 6 episodi (2015)

- Baisers cachés, regia di Didier Bivel – film TV (2016)